# ژاک ریوت
ژاک ریوِت (فرانسوی : Jacques Rivett; زاده ۱ مارس ۱۹۲۸- درگذشت ۲۹ ژانویه ۲۰۱۶) کارگردان، فیلمنامه‌نویس و منتقد سینمایی اهل فرانسه بود.
او به همراه گروهی شامل فرانسوا تروفو، ژان-لوک گدار، اریک رومر و کلود شابرول از نسل فیلمسازان موج نوی سینمای فرانسه بودند که همگی فعالیت خود را با نوشتن نقد در مجله معروف کایه دو سینما که از آن به عنوان معرف و بنیان‌گذار سینمای موج نوی فرانسه یاد می‌شود، آغاز کردند.
کارگردان و منتقد معروف فرانسوی، فرانسو تروفو دربارهٔ ریوت می‌گوید:
«مردی از فراسوی رؤیا و تعلیق که تا کنون آن‌طور که می‌بایست شناخته نشده و قدر ندیده‌است.»

ریوت در ۲۹ ژانویه ۲۰۱۶ در ۸۷ سالگی و در حالی که از بیماری آلزایمر رنج می‌برد، در گذشت.

## زندگی‌نامه
ژاک پیر لوئیس ریوت در اول مارس ۱۹۲۸ در روان دیده به جهان گشود. پدرش با آن که داروساز بود ولی به نقاشی و اپرا نیز بسیار علاقه‌مند بود. عشقش به سینما در سال‌های کودکی با خواندن کتابی از ژان کوکتو آغاز شد. ۲۱ ساله بود که اولین فیلم آماتوریش را با یک دوربین ۱۶ میلیمتری ساخت.

## فیلم‌شناسی

### فیلم سینمایی
| سال  | عنوان                        | عنوان اصلی                     | مدت زمان فیلم | توضیح |
| ---- | ---------------------------- | ------------------------------ | ------------- | --- |
| ۱۹۶۱ | پاریس از آن ماست             | Paris nous appartient          | ۱۴۰ دقیقه     | شروع فیلمبرداری ۱۹۵۸.                                                                                                |
| ۱۹۶۷ | راهبه                        | La Religieuse                  | ۱۳۵ دقیقه     | شروع فیلمبرداری ۱۹۶۵.                                                                                                |
| ۱۹۶۹ | عشق وحشی                     | L'amour fou                    | ۲۵۰ دقیقه     | نسخه دیگر: ۱۲۰ دقیقه.                                                                                                |
| 1971 | Out 1: Don't Touch Me        | Out 1: Noli me tangere         | ۷۶۰ دقیقه     | نسخه جایگزین رسمی: Out 1: Spectre (1974; 260 دقیقه). "Restored" version of Out 1: Noli me tangere (2006; 750 دقیقه). |
| ۱۹۷۴ | سلین و ژولی قایق‌سواری می‌کنند | Céline et Julie vont en bateau | ۱۸۵ دقیقه     | |
| ۱۹۷۶ | دوئل (فیلم ۱۹۷۶)             | Duelle (une quarantaine)       | ۱۲۰ دقیقه     | قسمت ۲: صحنه‌هایی از زندگی موازی / دختران آتش                                                                         |
| 1976 | Noroît                       | Noroît (une vengeance)         | ۱۳۰ دقیقه     | قسمت ۳: / صحنه‌هایی از زندگی موازی / دختران آتش Not theatrically released.                                            |
| ۱۹۸۳ | چرخ فلک (فیلم ۱۹۸۳)          | Merry-Go-Round                 | ۱۵۵ دقیقه     | شروع فیلمبرداری ۱۹۷۷، تکمیل در ۱۹۸۱.                                                                                 |
| ۱۹۸۲ | پل شمالی                     | Le Pont du Nord                | ۱۲۷ دقیقه     | |
| ۱۹۸۴ | عشق زمینی                    | L'amour par terre              | ۱۷۰ دقیقه     | نسخه جایگزین: ۱۲۰ دقیقه.                                                                                             |
| ۱۹۸۵ | بلندی‌های بادگیر (فیلم ۱۹۸۵)  | Hurlevent                      | ۱۳۰ دقیقه     | |
| ۱۹۸۸ | دار و دسته چهار نفری         | La Bande des quatre            | ۱۶۰ دقیقه     | |
| ۱۹۹۱ | مزاحم زیبا                   | La Belle Noiseuse              | ۲۴۰ دقیقه     | نسخه جایگزین رسمی: (۱۹۹۱; ۱۲۰ دقیقه).                                                                                |
| ۱۹۹۴ | ژان باکره                    | Jeanne la Pucelle              | ۳۳۵ دقیقه     | ژان باکره، قسمت ۱: جنگ (۱۶۰ دقیقه), ژان باکره، قسمت ۲: زندان (۱۷۵ دقیقه)                                             |
| ۱۹۹۵ | بالا، پایین، شکستنی          | Haut bas fragile               | ۱۷۰ دقیقه     | |
| ۱۹۹۸ | فوق سری (فیلم)               | Secret défense                 | ۱۷۰ دقیقه     | |
| ۲۰۰۱ | چه کسی می‌داند؟               | Va savoir                      | ۱۵۰ دقیقه     | تدوین جایگزین: ۲۲۰ دقیقه (۲۰۰۲;)                                                                                     |
| ۲۰۰۳ | داستان ماری و جولین          | Histoire de Marie et Julien    | ۱۵۱ دقیقه     | قسمت ۱ (غیررسمی): صحنه‌هایی از زندگی موازی / دختران آتش                                                               |
| ۲۰۰۷ | دوشس لانگه                   | Ne touchez pas la hache        | ۱۳۷ دقیقه     | |
| ۲۰۰۹ | اطراف کوهستانی کوچک          | 36 vues du Pic Saint-Loup      | ۸۴ دقیقه      | |

### فیلم کوتاه و آثار تلویزیونی
| سال  | عنوان                      | عنوان اصلی                     | مدت زمان فیلم | توضیخ                       |
| ---- | -------------------------- | ------------------------------ | ------------- | --------------------------- |
| ۱۹۴۹ | در چهار گوشه               | Aux quatre coins               | ۲۰ دقیقه      | از بین رفته                 |
| 1950 | The Quadrille              | Le quadrille                   | ۴۰ دقیقه      | از بین رفته                 |
| 1952 | The Diversion              | Le divertissement              | ۴۵ دقیقه      |                             |
| ۱۹۵۶ | همسر احمق                  | Le Coup du berger              | ۳۰ دقیقه      |                             |
| ۱۹۶۶ | ژان رنوار، استاد، قسمت ۱–۳ | Jean Renoir, le patron         | ۱۵۴ دقیقه     | سه فسمت یک مجموعه تلویزیونی |
| ۱۹۷۴ | تولد و مرگ پرومته          | Naissance et mont de Prométhée | ۴۱ دقیقه      |                             |
| 1981 | Paris Goes Away            | Paris s'en va                  | ۲۵ دقیقه      | فیلم کوتاه                  |
| ۱۹۹۵ | لومیر و شرکا               | "Paris" Segment                | ۵۲ ثانیه      | بخشی از فیلم لومیر و شرکا.  |

### آثار دیگر
| سال  | عنوان                             | کارگردان                      | نقش                              | توضیح                                                           |
| ---- | --------------------------------- | ----------------------------- | -------------------------------- | --------------------------------------------------------------- |
| ۱۹۵۰ | قصر شیشه‌ای                        | رنه کلمان                     | بازیگر                           |                                                                 |
| ۱۹۵۴ | برنیس                             | اریک رومر                     | فیلمبردار                        | فیلم کوتاه                                                      |
| ۱۹۵۴ | بازدید                            | فرانسوا تروفو                 | فیلمبردار                        | فیلم کوتاه                                                      |
| ۱۹۵۴ | علی بابا و چهل دزد                | ژاک بکر                       | دستیار کارگردان                  |                                                                 |
| ۱۹۵۴ | کن کن فرانسوی                     | ژان رنوآر                     | دستیار کارگردان                  |                                                                 |
| ۱۹۵۶ | سونات کروتزر                      | اریک رومر                     | فیلمبردار                        | فیلم کوتاه                                                      |
| ۱۹۵۶ | همسر احمق                         | ژاک ریوت                      | راوی                             | فیلم کوتاه                                                      |
| ۱۹۵۷ | ژان رنوار از هنرش می‌گوید (۳ قسمت) | ژان ماری کولدفی               | مصاحبه گر                        | ریوت طی یک مصاحبه تلویزیونی ۳ اپیزودی با ژان رنوار مصاحبه می‌کند |
| ۱۹۶۱ | پاریس از آن ماست                  | ژاک ریوت                      | بازیگر (مرد رومانیایی در مهمانی) |                                                                 |
| ۱۹۶۱ | وقایع نگاری یک تابستان            | ژان روش و ادگار مورن          | مشارکت                           | حضور کوتاه ریوت به همراه دوست دخترش در فیلم                     |
| ۱۹۷۰ | رم در حال سوختن است               | آندره اس. لابارت              | مصاحبه                           | اپیزود فیلمسازان زمان ما                                        |
| ۱۹۷۷ | هر انقلابی تصادفی است             | ژان ماری اشتراوب و دنیل هولیه | Dedicatee                        |                                                                 |
| ۱۹۷۹ | حافظه کوتاه مدت                   | ادواردو دی گرگوریو            | بازیگر (مارسل)                   |                                                                 |
| ۱۹۹۰ | ژاک ریوت، نگهبان                  | کلر دنی و سرژ دنی             | مصاحبه                           |                                                                 |
| ۱۹۹۴ | ژان باکره (قسمت اول)              | ژاک ریوت                      | بازیگر                           |                                                                 |
| ۱۹۹۵ | بالا، پایین، شکستنی               | ژاک ریوت                      | بازیگر (مسیو پیر)                |                                                                 |